# Иванка Тихова
Иванка Тихова е българска спортистка в дисциплината скок на дължина.

## Биография
Иванка Димова-Тихова е родена на 24 декември 1946 г. в Толбухин (сега Добрич). Още като девойка от „Добруджа“ Толбухин постига 5.77 м на скок дължина (1964). През 1966 г. се премества във Варна и започва подготовката си при Марин Димитров. Там става втората жена в България (след Диана Йоргова), която скача над шестте метра – 6.05 м (1966). В добавка личните ѝ рекорди през 1966 г., на 100 м (12.1) и на 200 м (водачка в българската ранглиста с 25.1), я правят една от най-бързите българки. През 1967 г. Димова печели шампионската титла на България на скок дължина при жените с 6.04 м, а на 17 септември 1967 г. в София скача 6.12 м, постижение, което дълго време сред десетте най-добри в ранглистата на Балканския полуостров.
След като се омъжва за рекордьора на 5000 и 10000 м Георги Тихов, тя се оттегля за няколко години от пистата. Завръщайки се през 1972 г., печели бронз на националния шампионат (5.88). Последното ѝ участие е на Спартакиадата в София през юли 1974 г., когато се нарежда шеста в скока на дължина с 5.76 м.
След това Иванка Тихова започва да се занимава с треньорство. Сред възпитаничките ѝ са Жени Добрева – пета на европейското за девойки в Утрехт (Холандия) с рекорд за девойки на 100 м – 11.47, състезателката на 800 м Пламена Александрова – със сребърен медал на европейския шампионат за девойки в Нерегхаза през 1995 г., Красимира Кръстева, неколкократна шампионка на 400 м с препятствия, и Елена Георгиева- 9-а на Европейско първенство за девойки под 18 год. Гьор, Унгария и 13-а на Световното първенство за девойки под 18 год. Найроби, Кения на 400м.